# اچ‌ام‌اس اوکسلیپ (کی۱۲۳)
اچ‌ام‌اس اوکسلیپ (کی۱۲۳) (به انگلیسی: HMS Oxlip (K123)) یک کشتی بود که طول آن ۲۰۵ فوت (۶۲٫۴۸ متر) بود.